# Aeroporto di Biscari-Santo Pietro
L'aeroporto di Santo Pietro è stato un aeroporto militare usato durante la seconda guerra mondiale costruito nei pressi del bosco di Santo Pietro, borgo di Caltagirone. L'aeroporto era composto da una semplice pista in terrabattuta presidiata da diverse batterie di contraerea e prese la numerazione 504.

## Storia
Fu costruito all'inizio del 1941 dalle truppe della Regia Aeronautica come pista alternativa all'aeroporto di Comiso e l'aeroporto di Gela-Ponte Olivo. Come gli altri due aeroporti venne largamente usato per gli attacchi contro le basi britanniche sulle isole maltesi. Vi fu stanziato il 153º Battaglione Mitraglieri ed alcune unità tedesche della 1. Fallschirm-Panzer-Division Hermann Göring. L'aeroporto sulle mappe americane era segnato come Biscari airfield (dal vecchio nome della vicina Acate). Durante l'estate del 1943 venne prima bombardato pesantemente, e poi occupato dagli americani sbarcati sulle vicine spiagge di Scoglitti durante lo sbarco in Sicilia.

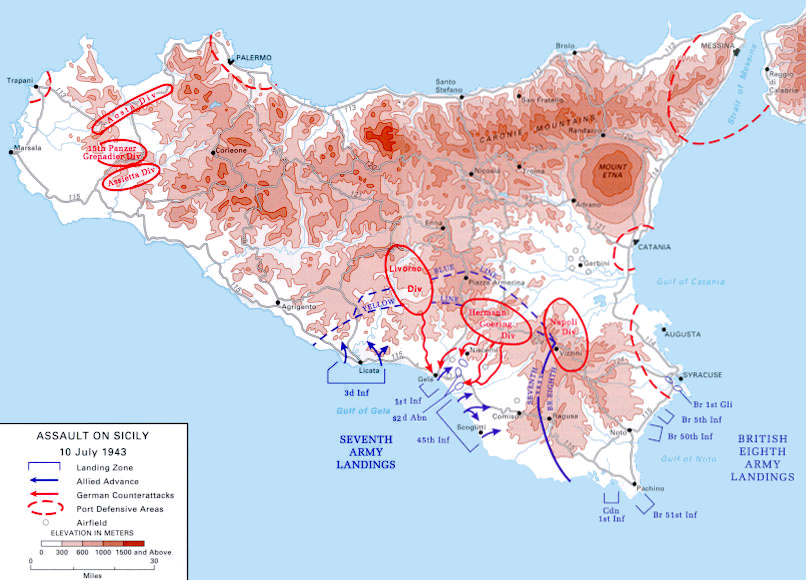
Mappa che riporta i 3 aeroporti della zona.

Durante l'occupazione americana, sulla strada che dall'aeroporto portava al paese, avvenne il massacro di Biscari, crimine di guerra su cui si fece luce solamente dopo 61 anni.